# Proto-giapponese
Proto-giapponese (dall'inglese Proto-Japonic) è una protolingua da cui discendono tutte le varietà delle lingue moderne del Giappone. Queste varietà sono la lingua moderna giapponese standard, i vari dialetti del Giappone e tutte le forme di lingua parlata nelle isole Ryukyu.

## L'origine del termine
"Giapponico" è un termine proposto da Leon Serafim per definire la famiglia delle lingue giapponesi e le lingue delle isole Ryukyu. Questo nome è stato universalmente accettato perché può evitare l'ambiguità del termine "giapponese", che è stato utilizzato per riferirsi alla lingua giapponese parlata nelle quattro isole del Giappone, e anche per riferirsi alle lingue delle altre isole del Giappone.

## Opera fondamentale
Il manuale per la ricostruzione della protolingua è il monumentale Japanese Language Through Time (JLTT) del grande iamatologo statunitense Samuel E. Martin. Oltre a includere una profonda revisione di precedenti studi di fonologia e una dichiarazione completa dei capisaldi della sua teoria, Martin ha prodotto un dizionario delle radici fondamentali della protolingua: nominale, aggettivale e verbale.
Inoltre, l’ancestrale proto lingua che ha originato tutte le lingue nipponiche e i vari dialetti odierni è stata ricostruita usando il metodo comparativo, grazie all’intervento dei due linguisti Martin (1987) e Vovin (1994). Di seguito sono riportati alcuni esempi di termini della proto lingua ricostruita da Vovin:
| Glossario                  | Proto-Giapponese                 |
| -------------------------- | -------------------------------- |
| tutto                      | *múCí-nà                         |
| ceneri                     | *pápÍ                            |
| latrato                    | *kàpà                            |
| pancia                     | *pàrà                            |
| grande, grosso             | *ò̱pò̱-                            |
| uccello                    | *tó̱rí                            |
| mordere                    | *kàm-                            |
| nero                       | *kùrwò                           |
| sangue                     | *tí                              |
| osso                       | *pone                            |
| seno                       | *ti/*titi                        |
| bruciare                   | *dák-                            |
| nuvola                     | *kùmù[C]à                        |
| freddo                     | *sàmù-                           |
| venire                     | *kò̱-                             |
| morire                     | *sín-                            |
| cane                       | *ìnù                             |
| bere                       | *nò̱m-                            |
| secco                      | *káw(V)rá-k-                     |
| orecchio                   | *mìmì                            |
| mangiare                   | *kup-                            |
| occhio                     | *mà-n                            |
| piuma                      | *рánÉ                            |
| fuoco                      | *pò-Ci                           |
| pesce                      | *(d)íwó                          |
| volare                     | *tó̱np-                           |
| piede                      | *pànkì                           |
| riempire, pieno            | *mìt-                            |
| dare                       | *ata[-]pa-Ci                     |
| andare                     | *káywóp-; *dik-                  |
| buono                      | *dò̱-                             |
| grasso                     | *à(n)pùrá                        |
| verde                      | *àwò; *míntórì                   |
| capelli                    | *ká-Ci                           |
| mano                       | *tà-Ci                           |
| testa                      | *tumu-; *kàsìrà                  |
| udire, sentire             | *kí[-]k-                         |
| cuore                      | *kòkòró                          |
| corno                      | *tùnwò                           |
| Io                         | *bàn[u]                          |
| uccidere                   | *kó̱ró̱s-                          |
| ginocchio                  | *pínsá; Proto-Ryukyuano *tubusin |
| sapere                     | *sír-                            |
| terra, landa               | *tùtì                            |
| foglia                     | *pá                              |
| bugia, mentire             | *ná-                             |
| fegato                     | *kímwò                           |
| lungo                      | *nànkà-                          |
| pidocchio, parassita       | *sìrámí                          |
| uomo                       | *bò                              |
| tante                      | *mana-Ci                         |
| carne                      | *sìsì                            |
| luna                       | *tùkú-                           |
| montagna                   | *dàmà                            |
| bocca                      | *kútú-Ci                         |
| unghia                     | *túmá-Ci                         |
| nome                       | *ná                              |
| nuovo                      | *àrà-ta-                         |
| notte                      | *dùCà                            |
| naso                       | *páná                            |
| non, né                    | *-an[a]-                         |
| uno                        | *pito̱                            |
| persona                    | *pítò̱                            |
| cielo/pioggia              | *àmâ-Ci                          |
| rosso                      | *áká-                            |
| radice                     | *mò̱tò̱                            |
| cerchio, tondo/sferico     | *márú/*máró̱                      |
| sabbia                     | *súná                            |
| dire                       | *(d)i[-]p-                       |
| vedere                     | *mì-                             |
| seme                       | *tàná-Ci                         |
| corto                      | *m-ìnsìkà-                       |
| sedersi                    | *bí-                             |
| sonno, dormire             | *ui-                             |
| piccolo                    | *tìpìsà-                         |
| fumo                       | *kái[-]npúrí                     |
| alzarsi, reggersi in piedi | *tàt-                            |
| stella                     | *pósí                            |
| pietra                     | *(d)ísò                          |
| sole                       | *pí                              |
| nuotare                    | *ò̱yò̱-                            |
| coda                       | *bò̱                              |
| quello/a                   | *ká-                             |
| questo/a                   | *kó̱-                             |
| lingua                     | *sìtà                            |
| dente                      | *pà                              |
| albero                     | *kò̱- < *ko̱no̱r                    |
| due                        | *puta                            |
| caldo                      | *àta-taka-                       |
| acqua                      | *mí                              |
| via, strada                | *mítí                            |
| noi                        | *bàn[u]                          |
| cosa                       | *nà[-]ní                         |
| bianco                     | *sírà-Cu                         |
| chi                        | *tá-                             |
| donna                      | *-mina/*míCá                     |
| giallo                     | *kú-Ci                           |
| tu (sg.)                   | *si/*so̱-; *na                    |